# Sylvain Caudron
Pour les articles homonymes, voir Caudron.
Sylvain Caudron, né le 10 septembre 1969 à Villemomble, est un athlète français.

## Biographie
Sylvain Caudron est médaillé d'argent du 20 km marche des Jeux de la Francophonie 1997, septième du 50 km marche des Championnats du monde d'athlétisme 1997 et dixième des Championnats d'Europe d'athlétisme 1998. Il remporte le titre national du 50 km marche en 2000. 
Il participe au 50 km marche des Jeux olympiques d'été de 2000, terminant à la 29e place.